# 塔謝耶瓦河
塔謝耶瓦河是俄羅斯的河流，位於克拉斯諾亞爾斯克邊疆區內，屬於安加拉河的左支流，由比留薩河和丘納河匯合而成，河道全長116公里，流域面積128,000平方公里。